# Ремез, Евгений Яковлевич
Евгений Яковлевич Ремез (17 февраля 1896, Мстиславль — 31 августа 1975) — советский математик.

## Биография
Родился в городе Мстиславль в семье торговца галантерей Янкеля Лейбовича Ремеза. Окончил Киевский институт народного образования (1924).
В 1920—1930 работал в Киевском горном институте, в 1930—1933 — в Киевском институте социального воспитания, в 1933—1935 — в Киевском педагогическом институте, в 1935—1938 — в Киевском университете (с 1935 — профессор), одновременно в 1935—1975 — в Институте математики АН УССР.
Доктор физико-математических наук (1936), профессор (1938), член-корреспондент Академии Наук Украинской ССР (1939).
Скончался 31 августа 1975 года, похоронен на Байковом кладбище.

## Семья
Брат — Соломон Яковлевич Ремез (1887—?), заведующий земской больницей в Шамово Могилёвской губернии.